# Góry Wsetyńskie
Góry Wsetyńskie (513.43*; cz. Vsetínské vrchy, dawniej również Vsatské Beskydy) – pasmo górskie w łańcuchu Karpat Słowacko-Morawskich w Zewnętrznych Karpatach Zachodnich. Leżą w północnych Morawach na terenie Czech, skrawek na wschodnim skraju należy do Słowacji.

## Położenie
Góry Wsetyńskie stanowią wschodnią część mezoregionu Gór Hostyńsko-Wsetyńskich – zachodnią stanowią Góry Hostyńskie, od których dzieli je dolny odcinek doliny Górnej (Wsetyńskiej) Beczwy. Na północy dolina Dolnej (Rożnowskiej) Beczwy i przełęcz Hlavatá (715 m n.p.m.) oddzielają Góry Wsetyńskie od Beskidu Morawsko-Śląskiego, zaś na południu górna część doliny Górnej Beczwy i Przełęcz Makowska (801 m n.p.m.) - od Jaworników. Najwyższe szczyty – Vysoká (1024 m n.p.m.), Tanečnice (912 m n.p.m.), Soláň (861 m n.p.m.), Cáb (841 m n.p.m.).

## Geologia
Pasmo jest zbudowane z fliszu karpackiego, głównie z naprzemianległych warstw piaskowców, iłowców i zlepieńców płaszczowiny magurskiej. Główny grzbiet pasma budują dość odporne na wietrzenie piaskowce i zlepieńce tzw. warstw solańskich. Południowe stoki pasma wraz z doliną Górnej Beczwy budują nieco mniej odporne piaskowce i iłowce tzw. warstw zlińskich.
W związku z taką budową geologiczną w Górach Wsetyńskich często zdarzają się osuwiska ziemne, których ślady można dostrzec w wielu miejscach. Niektóre z takich osuwisk przecięły aktywne cieki wodne, tworząc istniejące do dziś jeziorka, jak np. Karlovské jezero w górnej części doliny Jezerného potoku pod Kotlovou (869 m n.p.m.).

## Charakterystyka
Góry Wsetyńskie mają postać pasma o przebiegu ze wschodu na zachód. Na wschodzie na odcinku od Hlavatej po szczyt Trojačka (938 m n.p.m.) wrasta ono w główny, wododziałowy grzbiet Karpat, stanowiący tu Wielki Europejski Dział Wodny. Pasmo to obniża się w kierunku zachodnim, a najwyższy jego szczyt, Vysoká, znajduje się na samym wschodnim krańcu pasma. Wschodnia połowa pasma ma formę pojedynczego grzbietu, spod którego w obie strony opada szereg grzbietów bocznych, rozdzielanych głębokimi dolinami. W szczycie Tanečnice pasmo rozdziela się na dwie odnogi: większą, bardziej rozgałęzioną i wyższą południową, mniejszą i nieco niższą północną, pomiędzy którymi ciągnie się dolina potoku Bystřička. Z kolei odnoga południowa w rejonie szczytów Ptáčnice (830 m n.p.m.) i Cáb rozdziela się znów na szereg dość długich ramion, opadających ku dolinie Górnej Beczwy od Huslenek przez Vsetín po Bystřičkę.
W części wschodniej pasma, ok. 4 km na wschód od szczytu Tanečnice, znajduje się nieznaczne obniżenie grzbietu znane jako Čarták (805 m n.p.m.), przez które biegnie droga nr 481 z miejscowości Prostřední Bečva w dolinie Dolnej (Rożnowskiej) Beczwy do miejscowości Velké Karlovice w dolinie Górnej (Wsetyńskiej) Beczwy.

## Ochrona przyrody
W 1973 część pasma została objęta ochroną w postaci CHKO Beskydy.

## Turystyka
Góry Wsetyńskie są licznie odwiedzane przez turystów. Posiadają dobrze rozbudowaną sieć znakowanych szlaków turystycznych oraz wystarczającą ilość obiektów noclegowych. Głównym grzbietem pasma od przełęczy Třeštík na wschodzie po miasto Vsetín na zachodzie wiedzie czerwony szlak, do którego doprowadza szereg szlaków bocznych z południa i północy. Jego przejście (często zaczynane nieco dalej na wschód, na równie dobrze dostępnych przełęczach Makowskiej lub Bumbálka) rozkłada się na 2 lub 3 dni, z noclegami na Soláni nad przełęczą Čarták i pod Cábem. Wspomniana grzbietowa trasa jest w zimie uczęszczana przez narciarzy biegowych. Zjazdowcy korzystają z zespołu wyciągów narciarskich na Soláni. Na szczycie Miloňová (846 m n.p.m.) w południowo-wschodniej części pasma wznosi się oddana do użytku w 2012 r. drewniana wieża widokowa.